# جزيرة شيبة
قرية جزيرة شيبة هي إحدى القرى التابعة لمركز أبو قرقاص بمحافظة المنيا في جمهورية مصر العربية. حسب إحصاءات سنة 2006، بلغ إجمالي السكان في جزيرة شيبة 11198 نسمة، منهم 5842 رجلا و5356 امرأة.